# 河合夕子
河合 夕子（かわい ゆうこ、英: Yuko Kawai, 1958年12月20日 - ）は、愛媛県松山市出身のシンガーソングライター。RISE-D 株式会社代表取締役。

## 略歴
小学1年生からピアノを習い始める。NHKの音楽番組『ステージ101』を視たのがきっかけで歌って踊る若者に憧れ、洋楽好きになる。音楽専門コースが設けられていた愛媛県私立済美高校に進学し、声楽を専攻。在学中にホリプロタレントスカウトキャラバンの第一回に出場し、決戦大会にて小椋佳の『少しは私に愛を下さい』を弾き語りで歌唱する。この決戦大会後にスカウトされ、高校卒業後に上京しホリプロダクションに所属となる。しかしそれから約4年間、デビューの話が持ち上がっては消えるということが繰り返される。
1981年、エピックレコードジャパンよりデビュー。それまで何度もデビュー話が立ち消えていたこともあって、正式にデビューが決まっても最初は疑心暗鬼になって素直に喜べず、ディレクターからも「せっかくデビューが決まったのに、喜んでない」と思われたという。シングル9枚、アルバム4枚(内、1枚はカセット企画)を発表。
歌手として活動していた当時は、顔はカーリーヘアに眼鏡という外見がトレードマークであった。これは当人が原田真二のファンであり、そのスタイルに憧れていたということで、同じ髪型にしたかったからと話している。眼鏡は単に近視なのでかけていたもので、かけ続けていたら「いつしかそうなった」という。
27歳の時にホリプロを退所し、アーティスト活動からも引退。その後は音楽事務所の仕事を手伝いながら、コーラスの仕事をするようになる。
1987年、セッション・ミュージシャンに転向。『ドリームラッシュ』（宮沢りえのデビューシングル）など、アイドル系やアニメ系の曲の仮歌を多く歌う。1996年にはアニメ「わんころべえ」で主題歌を担当した。以後ボイストレーニング指導、プロデュース、コーラスなど、幅広く活動中。参加した作品は数百を越える。
2006年に、夫で音楽ディレクター・プロデューサーの堀口泰史と共に作曲家マネージメント会社「レジェンドア」を設立。
2022年に「RISE-D 株式会社」を設立し代表取締役に就任した。

## ディスコグラフィー

### シングル
| #   | 発売           | A/B面 | タイトル | 規格品番   | レーベル |
| --- | -------------- | ----- | --- | ---------- | -------- |
| 1st | 1981年2月25日  | A面   | 東京チーク・ガール | 07・5H-66  | EPIC     |
| 1st | 1981年2月25日  | B面   | ルートB♭m | 07・5H-66  | EPIC     |
| 2nd | 1981年7月21日  | A面   | ジャマイカンCLIMAX | 07・5H-88  | EPIC     |
| 2nd | 1981年7月21日  | B面   | バスクリン・ビーチ | 07・5H-88  | EPIC     |
| 3rd | 1981年11月1日  | A面   | ハリウッド・ラバーボール                                                                                                  | 07・5H-102 | EPIC     |
| 3rd | 1981年11月1日  | B面   | スターライト・エアポート・ブルース                                                                                        | 07・5H-102 | EPIC     |
| 4th | 1982年2月25日  | A面   | 東洋微笑 | 07・5H-108 | EPIC     |
| 4th | 1982年2月25日  | B面   | 太陽の下のラスト・ワルツ                                                                                                  | 07・5H-108 | EPIC     |
| 5th | 1982年5月21日  | A面   | フジヤマ・パラダイス | 07・5H-121 | EPIC     |
| 5th | 1982年5月21日  | B面   | セ・シャボン・クロック | 07・5H-121 | EPIC     |
| 6th | 1982年6月21日  | A面   | バスクリン・ビーチ | 07・5H-126 | EPIC     |
| 6th | 1982年6月21日  | B面   | ジャマイカンClimax | 07・5H-126 | EPIC     |
| 7th | 1982年7月21日  | A面   | タイトル・スーパー・マーケット                                                                                            | 07・5H-129 | EPIC     |
| 7th | 1982年7月21日  | B面   | テレビジョン・トリップ | 07・5H-129 | EPIC     |
| 8th | 1982年12月1日  | A面   | 摩天楼サーカス | 07・5H-145 | EPIC     |
| 8th | 1982年12月1日  | B面   | スノー・ビーチ | 07・5H-145 | EPIC     |
| 9th | 1983年4月21日  | A面   | 赤色エアロビクス | 07・5H-157 | EPIC     |
| 9th | 1983年4月21日  | B面   | REDS AEROBICS | 07・5H-157 | EPIC     |
|     | 1996年11月21日 |       | 1. Oh! My Dream(歌：石原慎一) 2. 君に贈る声援 3. Oh! My Dream(オリジナル・カラオケ) 4. 君に贈る声援(オリジナル・カラオケ) | VIDL-10829 | Victor   |

### アルバム
| #   | 発売                                                    | タイトル               | 規格品番                                   | レーベル                                           | 備考 |
| --- | ------------------------------------------------------- | ---------------------- | ------------------------------------------ | -------------------------------------------------- | --- |
| 1st | 1981年5月21日 1992年11月21日(再発) 2009年7月6日(再々発) | リトル・トウキョウ     | 28・3H-35 ESCB-1361(再発) DYCL-157(再々発) | EPIC EPIC(再発) オーダーメイドファクトリー(再々発) | 町支寛二プロデュース。作詞は売野雅勇と共作。再々発時にはボーナス・トラックを1曲追加。                                                                      |
| 2nd | 1982年3月21日 2008年3月18日(再発)                       | フジヤマ・パラダイス   | 28・3H-60 DYCL-73(再発)                    | EPIC オーダーメイドファクトリー(再発)              | 再発時にはボーナス・トラックを2曲追加。 |
| 3rd | 1982年11月1日                                           | オールナイト・ホンコン | 28・6H-55                                  | EPIC                                               | カセットのみでリリース。 「リトル・トウキョウ」「フジヤマ・パラダイス」からのピックアップ曲で構成。 曲間に小林克也・田代まさしと本人のMCを収録した企画盤。 |
| 4th | 1983年6月22日 2008年9月16日(再発)                       | 不眠症候群             | 28・3H-93 DYCL-89(再発)                    | EPIC オーダーメイドファクトリー(再発)              | |

### その他の参加作品
- ぺぱーみんと・エイジ オリジナルアルバム - 1986年
  - スウィート物語
  - 恋はハートブレイク気分
  - 逆説ハート
  - ぺぱーみんと・エイジ
- シティーハンター3 - 1989年
  - MAKE UP TONIGHT（第1話挿入歌）
- やじきた学園道中記-牡丹慕情編- オリジナル・アルバム - 1991年
  - ブルーミントを少しだけ
- マリオネットジェネレーション イメージアルバム - 1991年
  - クレッシェンドの夕映え
- 月と薔薇/ムーンプリンセス・オリジナル・アルバム  - 1992年
  - ムーンプリンセス
  - 恋よ恋
- あさぎり夕オリジナルアルバム コンなパニック - 1992年
  - あしたはちがうわたしになぁれ!
  - いつの日にか…
  - 贈り物
  - TOSHIGORO
- オリジナルイメージアルバム 水色時代 - 1993年
  - 恋は素敵
  - めぐりあえるかな-女の子のテーマ-
  - わかってくれない
- 飯坂友佳子オリジナルアルバム YUKAKO・LAND - 1993年
  - 恋は素敵なバトル 〜[バトルガール藍]
- 美少女戦士セーラームーンS - 1994年
  - 愛のエチュード ※石原慎一とともに歌唱（かわいゆうこ名義）
- テレビアニメ「わんころべえ」 - 1996年
  - 恋は揺れるメロディー（OP主題歌）
  - 夢の国で逢いましょう（ED主題歌）
- テレビアニメ「セイバーマリオネットJ」 - 1996年
  - 遠雷（挿入歌）
- ゲーム「脅迫DVG ～囚われた明日～」 - 2002年
  - LAMENTATION DVG（OP主題歌）

### カバー楽曲
- ひらけ!ポンキッキ
  - 2100ねんガチャピンキッド
  - へっちゃらロック
  - ドスコイ！ ※石原慎一とともに歌唱
  - ユイユイ
  - メロンにきいてもわからない
  - きた!きた!とっきゅう
- ゆめいっぱい（ちびまる子ちゃん）
- はじめてのチュウ（キテレツ大百科）
- 夢の世界へ（楽しいムーミン一家）

### コーラス参加
- 遊佐未森初期ツアーバックコーラス及びビデオ作品「Forest Notes」
- 月島きらり starring 久住小春 (モーニング娘。) 「恋☆カナ」
- 松任谷由実「Sweet Surrender」
- 中川翔子「輪舞-revolution」
- 星泉「セーラー服と機関銃」
- 上戸彩「Pieces」
- 松田聖子「春夏秋冬」
- MAX「Ride on time」
- Melody「季節だけ変わる」
- 鈴木あみ「White key」
- 茅原実里「純白サンクチュアリィ」
- Aice5「Believe My Love」
- 安室奈美恵「toi et moi」
- 影山ヒロノブ「奇跡の炎よ 燃え上がれ!!」「Fight it Out」
- 遠藤正明「マブラブ」「Wing of Destiny」
- きただにひろし「ウィーアー!」
- 堀江由衣「PRESENTER」
- 電気グルーヴ「ノイノイノイ」
- CHAGE&ASKA「YAH YAH YAH」
- マキ凛子「ともだちがたからもの」
- ヤマナミさん（堀内賢雄） 「オーレ！ヤマナミさんバ!」（アニマル横町）

他多数

## 楽曲提供

### 作詞
- 小杉十郎太 「新しい世界へ」（NINKU-忍空-キャラクターソング）

### 作曲
- 松平健「気まぐれララバイ」
- 宮里久美 「A子の友情」
- 山本麻里安 「Kolla Pa!」、「この風にのせて」、「ずっと続いてく…」

## 出演番組
- 笑福亭鶴光のオールナイトニッポン（ニッポン放送）
- サムシングNOW（1981年3月、TBS）
- ドリフ大爆笑（1981年4月、フジテレビ）
- レッツゴーヤング（1981年12月、NHK総合）
- 8時だョ!全員集合 #611話（1982年1月16日、TBS）